# Alois Pálffy z Erdődu
Alois hrabě Pálffy z Erdődu (maďarsky Erdődi gróf Alajos Pálffy, německy Aloys Pálffy von Erdőd; 26. června 1801 – 2. února 1876 Hradiště na Soči) byl uherský šlechtic z vedlejší větve významného hraběcího rodu Pálffyů z Erdődu. V císařské armádě dosáhl hodnosti generála a v roce 1848 několik týdnů zastával úřad guvernéra v Benátsku.

## Život
Narodil se jako syn hraběte Rudolfa Karla Pálffyho (1750–1802) a jeho manželky Marie Antonie hraběnky Krakovské z Kolovrat (1763–1842). Jeho babičkou z otcovy strany byla Marie Eleonora, rozená z Kounic-Rietbergu, sestra slavného politika Václava Antonína z Kounic-Rietbergu. Jeho dědeček a pradědeček z matčiny strany byli oba polní maršálové ve službách Svaté říše římské. V jejich stopách vstoupil Alois ve velmi mladém věku do rakouské armády, v jejíchž řadách se zúčastnil poslední fáze napoleonských válek.
Po kariéře v jezdeckém sboru husarů byl pověřen velením 8. pluku „von Tersztyánszky“ společně s knížetem Aloisem Esterházym z Galánty (1780–1868), s nímž se v roce 1848 zúčastnil tažení do Itálie, kde se mu podařilo získat post guvernéra Benátska, i když na krátkou dobu od 22. března do dubna téhož roku. Současně s tím byl důvěrným rádcem císaře a zastával post dvorního komorníka.
V roce 1859 byl přidělen k 2. armádě pod velením Ference Gyulaie a zúčastnil se bitvy u Magenty, zůstal však mimo střet spolu s ostatními jezdeckými sbory, které mu byly podřízeny (12. pluk husarů „hraběte Hallera“ ze čtyř eskadron, 1. pluk hulánů „hraběte Civaòrta“ o sedmi eskadronách a 9. jízdní baterie 3. pluku), neboť měli funkci záloha v Castellazzo de' Stampi, vesničce Corbetta a poté se připojující k ústupu k jízdní divizi of Alexandra z Mensdorffu-Pouilly se sídlem v Cerellu.
Po několika porážkách, které utrpěl v Itálii, se stáhl do soukromí. Generál Alois hrabě Pálffy z Erdődu zemřel 2. února 1876 v Gradisce.

## Manželství a rodina
Dne 16. srpna 1833 se oženil s mladou polskou princeznou Sofií Jablonowskou (28. 12. 1812 – 18. 9. 1848), jejímž předkem byl polský král Stanislav I. Leszczyński. Z tohoto spojení se narodili dva synové a dvě dcery:
- 1. Eduard (18. 9. 1836 Velence – 12. 6. 1915 zámek Hradiště), poslanec Říšské rady a Českého zemského sněmu
  - ⚭ (1864) Marie Eleonora von Walterskirchen (23. 7. 1842 Thal – 6.7. 1916 Hradiště)
- 2. Zikmund (18. 11. 1837 – 30. 3. 1894)
- 3. Antonie (1839 – 5. 7. 1874 Štýrský Hradec)
- 4. Marie Žofie (19. 1. 1842 – 20. 6. 1926 Vídeň)

Po smrti své první manželky se oženil podruhé, tentokrát se svou sestřenicí Marií Antonií, rozenou Krakovskou z Kolowrat s níž však neměl žádné potomky.

## Vyznamenání
- rytíř Řádu železné koruny